# Tryggvi Þórhallsson
Tryggvi Þórhallsson (9 de fevereiro de 1889 – 31 de julho de 1935) foi um político islandês. Ocupou o cargo de Primeiro-ministro da Islândia de 28 de agosto de 1927 até 3 de junho de 1932.